# Francisco Calvo
Francisco Javier Calvo Quesada (ur. 8 lipca 1992 w San José) – kostarykański piłkarz występujący na pozycji środkowego obrońcy. Zawodnik tureckiego klubu Hatayspor.

## Życiorys

### Kariera klubowa
Calvo treningi rozpoczął w 2005 roku w klubie Deportivo Saprissa. W 2010 roku wyjechał do Stanów Zjednoczonych, gdzie został studentem uczelni San Jacinto College i kontynuował karierę w tamtejszej drużynie piłkarskiej, San Jacinto Coyotes. 
W 2011 roku wrócił do Kostaryki, w której został graczem klubu CS Herediano. Następnie był zawodnikiem klubów: Municipal Pérez Zeledón, FC Nordsjælland, ponownie CS Herediano, Santos de Guápiles, Deportivo Saprissa i Minnesota United FC.
3 maja 2019 roku podpisał kontrakt z amerykańskim klubem Chicago Fire, umowa do 31 grudnia 2020; kwota odstępnego 358 tys. €.

### Kariera reprezentacyjna
W reprezentacji Kostaryki Calvo zadebiutował 29 maja 2011 roku w wygranym 1:0 towarzyskim meczu z Nigerią. W tym samym roku został powołany do kadry na Copa América. Na tamtym turnieju, zakończonym przez Kostarykę na fazie grupowej, zagrał w pojedynkach z Kolumbią (0:1), Boliwią (2:0) i Argentyną (0:3).